# 隱形噴劑

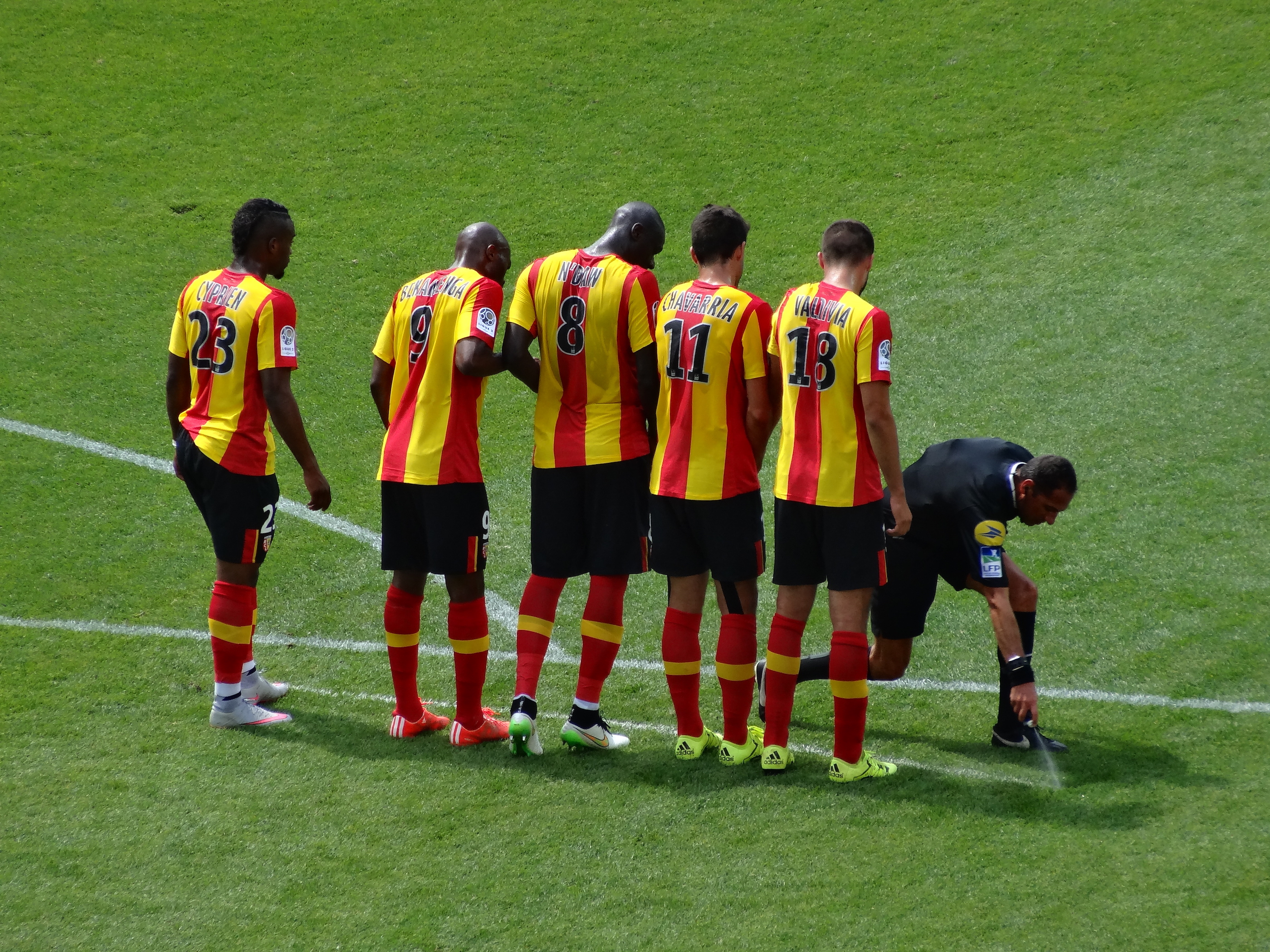
罰球前，裁判正在人牆前噴上隱形噴劑

圖為2014年世界盃足球賽瑞士與厄瓜多的比賽中，裁判使用隱形噴劑。

隱形噴劑是大型足球比賽中裁判所使用的泡沫噴劑，主要用於將噴劑噴在草地上，可使裁判確保球員或足球的正確定位點，防止開球球員移動開球點或防守人牆侵占罰球者至9.15米以內的空間，以求比賽公平性，且噴劑會在3分鐘後完全消失，不會對後續比賽造成任何影響。主裁判會將隱形噴劑攜帶於短褲後方的皮套內，並擁有完全的使用權，他可以決定在那些定位球中使用噴劑，而最常被使用在防守方半場，且進攻方有極大可能可以直接或間接進攻球門的自由球中使用。

## 成分及原理
噴劑內含有80%的水、17%的丁烷、2%的植物油以及1%的表面活性劑。

按壓噴劑時即可噴出液化丁烷膨脹後的產物，噴出後丁烷會瞬間蒸發，使水與表面活性劑混合物形成氣體與氣泡。表面活性劑引起的泡沫具有穩定性。一定時間後泡沫會開始消失，只留下水和表面活性劑殘留在地面上。

## 使用歷史
隱形噴劑第一次被用在足球賽中是在2000年巴西國內舉辦的巴西聯合盃錦標賽
當時的主要版本“Spuni”的國際專利申請於2000年3月31專利授權於2002年10月29日。此後，隱形噴劑已經在許多國際足球比賽中使用。在2014年6月，隱形噴劑的最新版本“9-15”，在國際足聯於2014年舉辦的2014年世界盃足球賽中首次亮相。“9-15”是由阿根廷企業家巴勃羅·席爾瓦於2008年所開發和商業化生產。

## 比賽應用
- 2011年南美自由盃（第一次在大型賽事中被使用）[7]
- 2012年日本舉辦的2012年國際足總俱樂部世界盃
- 2013年土耳其舉辦的2013年U20世界盃足球賽
- 2013年摩洛哥舉辦的2013年國際足總俱樂部世界盃
- 2014年巴西舉辦的2014年世界盃足球賽（第一次於世界盃中使用）
隱形噴劑第一次出現於世界盃的賽場上，是2014年6月12日晚上的開幕戰，巴西國家隊對上克羅埃西亞國家隊的比賽，由日本球證西村雄一所使用。[8][9]
- 2016年法國舉辦的2016年歐洲足球錦標賽